# My Little Pony: Equestria Girls - Forgotten Friendship
My Little Pony: Equestria Girls: Forgotten Friendship (Mejor candidata a ser olvidada en Hispanoamérica, y La más susceptible de ser olvidada en España), y también conocido como Saga de Sunset Shimmer,  es el primero de dos especiales de televisión de Equestria Girls, dirigido por Ishi Rudell y escrito por Nick Confalone. El vídeo dura 44 minutos, aunque se publicó una versión extendida de 50 minutos en el canal de YouTube de Hasbro. También se ha titulado en inglés como Most Likely to Be Forgotten, y Sunset Shimmer's Saga. El especial, transmitido en el estreno de TV en Discovery Family el 17 de febrero de 2018. La primera parte del especial fue publicado en el canal YouTube el 9 de marzo de 2018 y la última, el 6 de abril.

## Trama
Sunset Shimmer cae en la cuenta de que sus amigos han olvidado inexplicablemente su arrepentimiento ocurrido hace tiempo como resultado de la danza de otoño, y por lo tanto creen que ella es aún mala. Sunset, con la ayuda de la princesa Twilight Sparkle y la Trixie humana, descubre que Wallflower Blush, un estudiante en Canterlot High School, ha utilizado una piedra mágica de Equestria que encontró, la Piedra de Memoria, para eliminar recuerdos positivos de los compañeros de clase de Sunset Shimmer, para vengarse por ser ignorada habitualmente.

## Reparto
| Personaje                        | Actor/Actriz original Estados Unidos         | Actor/Actriz de doblaje · México   |
| -------------------------------- | -------------------------------------------- | ---------------------------------- |
| Princesa/Humana Twilight Sparkle | Tara Strong Rebecca Shoichet (canciones)     | Carla Castañeda                    |
| Applejack                        | Ashleigh Ball                                | Claudia Motta                      |
| Rainbow Dash                     | Ashleigh Ball                                | Analiz Sánchez                     |
| Fluttershy                       | Andrea Libman                                | Maggie Vera                        |
| Pinkie Pie                       | Andrea Libman Shannon Chan-Kent (canciones)  | Melissa Gedeón                     |
| Rarity                           | Tabitha St. Germain Kazumi Evans (canciones) | Elsa Covián                        |
| Spike                            | Cathy Weseluck                               | Cecilia Gómez                      |
| Sunset Shimmer                   | Rebecca Shoichet                             | Circe Luna Joana Ortiz (Canciones) |
| Princesa Celestia                | Nicole Oliver                                | Rebeca Patiño                      |
| Princesa/Vicedirectora Luna      | Tabitha St. Germain                          | Laura Ayala                        |
| Trixie Lulamoon                  | Kathleen Barr                                | Leyla Rangel                       |
| Wallflower Blush                 | Shannon Chan-Kent                            | Alejandría De Los Santos           |

## Producción
Sandbar, quien aparece tanto en este especial como en la octava temporada de My Little Pony: La magia de la amistad, fue visto anteriormente en una imagen de MY LITTLE PONY SERIES de 2018 en las presentaciones transmitidas en línea del Hasbro 2017 Investor Day desde el 3 de agosto de 2017.
Una novelización del especial, titulada A Friendship to Remember, se publicó el 5 de diciembre de 2017.
El nombre de Quincy la tortuga está basado en el de Ryan Quincy, creador de la serie animada de Disney XD Gusano del futuro, en la cual Nick Confalone también escribe.
El cameo de Flash Sentry en el especial es "un remanente de un primer borrador en el que Wallflower manejaba alejándose en un estacionamiento lleno de gente en vez de caminar hacia el jardín". De acuerdo con Katrina Hadley, "se suponía que la confrontación fuese frente a una multitud", pero se decidió que era innecesaria y que podría parecer demasiado peligrosa para los espectadores más jóvenes.
De acuerdo con el escritor del especial, Nick Confalone, el especial toma lugar antes de My Little Pony: La película.
El especial fue añadido a la aplicación móvil Discovery Family GO! el 22 de febrero de 2018, en su formato de la emisión televisiva, pero se retiró el 25 de marzo de 2018.